# Champoz
Champoz je obec v okrese Bernský Jura v kantonu Bern ve Švýcarsku. Žije zde 169 obyvatel.

## Geografie
Champoz leží v nadmořské výšce 849 m, vzdušnou čarou 6 km západojihozápadně od města Moutier. Zemědělská vesnice leží v širokém sedle mezi dvěma masivy Jury na severu údolí Vallée de Tavannes.
Území obce o rozloze 7,1 km² zahrnuje sedlo Champoz a údolí, které se postupně prohlubuje směrem k Moutier severovýchodním směrem. Na východě oblast zasahuje až k hřebeni jurského masivu Mont Girod (až 1037 m n. m.) a k západnímu okraji soutěsky Gorges de Court, typického průlomového údolí řeky Birs masivem Graitery. Na severu se území obce rozkládá na strmém svahu Forêt du Droit až k hřebenu Moron, který se svažuje k východu. Ten je s nadmořskou výškou 1250 m nejvyšším bodem obce. Hřeben Moron i Mont Girod se vyznačují typickými jurskými vysokohorskými pastvinami s velkými smrky stojícími jednotlivě nebo ve skupinách. V roce 1997 pokrývala 4 % rozlohy obce zastavěná plocha, 50 % lesy a lesní porosty, 45 % zemědělství a necelé 1 % neproduktivní půda.
K obci Champoz patří několik samostatných zemědělských usedlostí. Sousedními obcemi Champoz jsou Valbirse, Petit-Val, Perrefitte, Moutier, Court a Sorvilier.

## Historie
Champoz leží na místě římské pozorovatelny, která kontrolovala cestu z Moutier do Tavannes. V té době nebyla soutěska u Court ještě přístupná. První písemná zmínka o obci pochází z roku 1365 a nese název Champo. Až do konce 18. století patřila obec k opatství Moutier-Grandval. Během Švábské války v roce 1499 byla vesnice zpustošena vojsky císaře Maxmiliána I. V letech 1797–1815 patřil Champoz k Francii a zpočátku byl součástí départementu Mont-Terrible, který byl v roce 1800 sloučen s départementem Haut-Rhin. Na základě rozhodnutí Vídeňského kongresu se obec v roce 1815 stala součástí okresu Moutier v kantonu Bern.

## Obyvatelstvo
| Vývoj počtu obyvatel | Vývoj počtu obyvatel | Vývoj počtu obyvatel | Vývoj počtu obyvatel | Vývoj počtu obyvatel | Vývoj počtu obyvatel | Vývoj počtu obyvatel | Vývoj počtu obyvatel | Vývoj počtu obyvatel | Vývoj počtu obyvatel | Vývoj počtu obyvatel | Vývoj počtu obyvatel |
| -------------------- | -------------------- | -------------------- | -------------------- | -------------------- | -------------------- | -------------------- | -------------------- | -------------------- | -------------------- | -------------------- | -------------------- |
| Rok                  | 1850                 | 1900                 | 1910                 | 1930                 | 1950                 | 1960                 | 1970                 | 1980                 | 1990                 | 2000                 |                      |
| Počet obyvatel       | 190                  | 191                  | 182                  | 189                  | 186                  | 168                  | 154                  | 116                  | 140                  | 151                  |                      |

90,7 % obyvatel mluví francouzsky a 9,3 % německy (stav v roce 2000). V roce 1850 žilo v Champozu celkem 190 obyvatel a v roce 1900 191 obyvatel. Poté byl zaznamenán klesající trend, než se počet obyvatel začal od roku 1980 opět zvyšovat.

## Hospodářství
Champoz je stále silně zemědělská obec s chovem dobytka, produkcí mléka a některých plodin. Mimo primární sektor je v obci jen několik pracovních míst. Mnoho zaměstnanců proto za prací dojíždí a pracuje v obcích Vallée de Tavannes nebo v Moutier.

## Doprava
Obec se nachází mimo hlavní dopravní tepny. Hlavní přístup do Champozu je z Bévilardu, který leží na hlavní silnici z Delémontu do Biel/Bienne, a úzká silnice vede do obce také z Moutier. Champoz není obsluhován veřejnou dopravou.